# John Christmas Møller

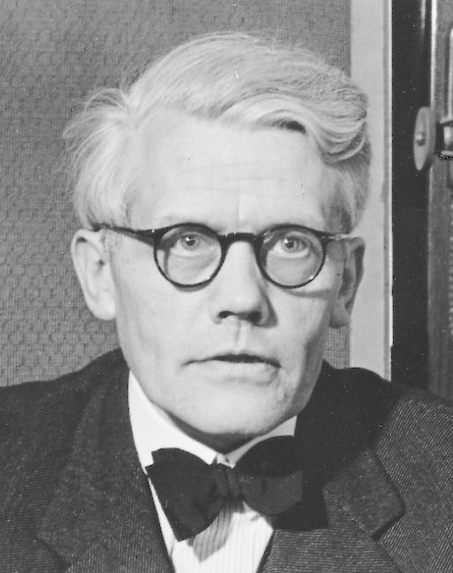
John Christmas Møller.

Guido Leo John Christmas Møller, född 3 april 1894, död 13 april 1948, var en dansk politiker och partiledare för det Konservative folkeparti 1928–1947.

## Biografi
Møller blev tidigt politiskt aktiv inom Højres Ungdom. I samband med arbetet med den nya grundlagen 1915 kämpade han, delvis mot sitt eget parti, för full allmän rösträtt. 
Han deltog 1920 i Flensborgsrörelsen och var även en anhängare av ett starkt försvar.
1922 tog han  kandidatexamen i juridik.
Christmas Møller kom in i Folketinget 1920 och steg snabbt inom partiet för att 1928 bli partiledare. Han arbetade för att stärka partiets oberoende relativt Venstre och sökte samarbete med Socialdemokratiet och Radikale Venstre med förhoppningen om att i gengäld få ett starkt försvar. 
Efter att Danmark blivit erövrat av Tyskland 9 april 1940 blev han först minister utan portfölj och sedan i juli handelsminister i den samlingsregering som bildades. 
Christmas Møller var dock en stark motståndare till den tyska ockupationsmakten och höll flera stridbara tal riktade mot densamma. Efter starka påtryckningar från Tysklands riksfullmäktige för Danmark, Cecil von Renthe-Fink, blev han tvingad ut ur regeringen den 3 oktober 1940. De tyska påtryckningarna fortsatte emellertid, och tre månader senare blev han också tvingad att lämna folketinget och alla sina politiska uppdrag. Tillsammans med kommunisternas partiledare Aksel Larsen tog han nyåret 1941/1942 initiativet till utgivandet av den illegala tidningen Frit Danmark.
Han flydde 30 april till 6 maj 1942 via Sverige till Storbritannien där han genom BBC gjorde radiosändningar riktade till Danmark. Sändningarna fick många lyssnare och medverkade till att den danska regeringen 1943 bröt samarbetet med tyskarna.
Efter krigsslutet blev han utrikesminister i den provisoriska regering som blev tillsatt samtidigt som han åter kom in i folketinget. Han motarbetade den följande Venstreregeringens politik för att ändra den dansk-tyska gränsen. Detta kom att dels att leda till regeringens fall, dels att göra Christmas Møller impopulär inom sitt eget parti. Han kom därför att lämna partiet strax före sin död 1948.